# Roberto Palazuelos
Roberto Palazuelos Badeaux (Acapulco, 31 de janeiro de 1967) é um ator mexicano de telenovela, ele tem cinco meio irmãos e é filho único do mexicano Roberto Palazuelos Rosensweit e María Badeaux de origem francesa.

## Biografia
Apelidado de "Diamante oscuro" por sua pele café oscuro e seus belos olhos azuis. Roberto Palazuelos se fez conhecido no México desde os anos 80,  por conta do seu trabalho atuando em telenovelas populares tais como Mi segunda madre e Simplemente María.
Seu desempenho como Roger foi um êxito em sua carreira, na telenovela para adolescentes Muchachitas em 1991,  impulsionou  ainda mais sua fama. Dos mujeres, un camino, Amada enemiga, e Salomé,  estão também entre seus melhores trabalhos na televisão mexicana.
Em 2003 ele foi um do participantes do reality show Big Brother Mexico VIP, e foi o anfitrião de um programa de televisão mexicano também de Reality Show El Bar Provoca em 2006.
Roberto usualmente faz papeis do tipo vilão nas telenovelas mexicanas em que atua. Seu último destaque foi em 2008 na telenovela Mañana es para siempre, onde interpretou o inescrupuloso Camilo Elizalde.
É casado com Yadira Garza e tem um filho Roberto Jr.

## Telenovelas
- Hasta el fin del mundo (2014-2015) .... Mauro Renzi
- Gossip Girl Acapulco (2013) .... Santiago Ochoa "El Capitán"
- Qué bonito amor (2012) .... Giuliano Rina
- Una familia con suerte (2011) .... Michael "Mike" Robert Anderson
- Llena de amor (2010) .... Mauricio Fonseca Lombardi
- Mañana es para siempre (2008) .... Camilo Elizalde Rivera
- Bajo las riendas del amor (2007) .... Cristian del Valle
- La fea más bella (2006)  .... Pedro Barman
- Mi vida eres tú (2006) .... Aristeo Borgia
- Apuesta por un amor (2004) .... Francisco Andrade
- Niña... amada mía (2003) .... Rafael Rincón del Valle
- ¡Vivan los Niños! (2002) .... Pantaleón Rendón
- Salomé (2001) .... Humberto "Beto, El Figurín" Treviño
- Carita de ángel (2000) .... Fabio Romero Medrano
- Amor Gitano (1999) .... Claudio
- Amada enemiga (1997)  .... Mauricio
- Para toda la vida (1996)  .... Rolando
- Pobre niña rica (1995)  .... Gregorio
- Dos mujeres, un camino (1993)  .... Raymundo #1
- Muchachitas (1991)  .... Roger Guzmán
- Simplemente María (1989) .... Pedro Cuevas
- Mi segunda madre (1989)  .... David
- Marionetas (1986) .... Estudante da universidade

## Filmes
- Crímenes de pasión (1995)  .... Alejandro
- El Secreto de la ouija (1987)  .... John
- Dimensiones ocultas (1986)  .... Juan

## Séries
- Big Brother VIP México 2 (2003)
- Jungle Hospital (1996) mini série .... Enrique Valdez